# Magnus Dahlqvist
Magnus Dahlqvist, född 12 mars 1974, är en svensk före detta fotbollsspelare (försvarare).

## Klubbar
- Örgryte IS, 1981–1994
- Stenungsunds IF, 1995–1998
- Västra Frölunda IF, 1999–2000
- Skärhamns IK, 2001–2006
- Utsiktens BK, 2006–2008
- BK Skottfint, 2009–